# 御霊櫃峠

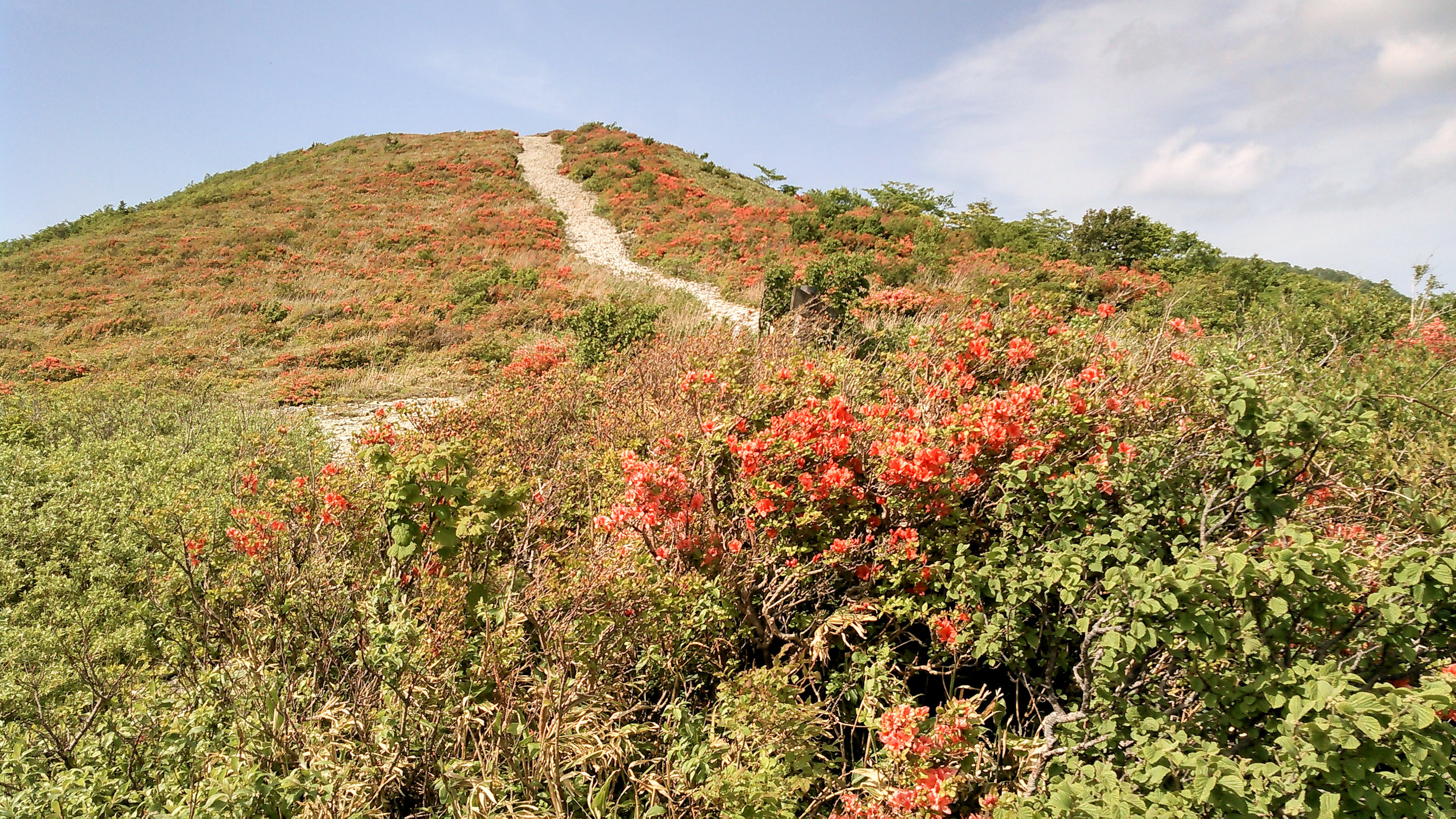
山つつじの季節

御霊櫃峠（ごれいびつとうげ）は、福島県郡山市にある峠。

## 概要
郡山市逢瀬町と湖南町の境となる場所にある標高876mほどの峠。付近の山からは猪苗代湖や郡山市街が見下ろせる。
登山道沿いにある櫃石（ひついし）は神霊をうつして五穀豊穣を祈願したとされる巨石で、峠の名の由来になっている（詳細は後述）。
付近の山の頂上北側には風神社、雨神社という祠があり、古くから水不足の際には雨ごい、嵐の際には災害のないよう神に祈りがささげられたと伝わる。明治時代頃からは、麓の多田野本神社の関係者が毎年6月に参詣する伝統行事が行われている。
峠を林道ごれいびつ線が経由している。また、額取山への登山コースの入口となっている他、郡山市観光協会などでは山つつじの名所として紹介されている。林道脇には自動車10台程度が駐車可能なスペースや公衆トイレなどがある。
なお、麓には、ごれいびつ荘北の湯（単純冷鉱泉）がある。

## 歴史
平安時代後期、前九年の役では、源義家の家臣・鎌倉景正（景政）が付近を平定して御霊の宮を造営し、鎮護を祈ったが災害が相次いだ為、この地の山中の霊石に神霊をうつして五穀豊穣を祈願した。この石が御霊櫃と呼ばれるようになったから名付けられたと伝えられる。
幕末は戊辰戦争（会津戦争）で会津藩が薩摩藩や長州藩らの官軍の進軍を防ぐ要衝の地となり、峠周辺には現在でも防塁の跡が残る。